# Кшна
Кшна (пол. Krzna) — река в Польше, левый приток Западного Буга. Протекает в Бяльском повяте Люблинского воеводства.
Длина реки — 120 км. Площадь водосбора 3353 км².
Кшна образуется на юго-западной окраине города Мендзыжец-Подляски слиянием небольших рек Южная Кшна и Северная Кшна, которые до слияния текут параллельно через Луковский лес. Река течёт на северо-восток по Западному Полесью, долина частично заболочена, русло сильно извилистое, частично спрямлено гидрологическими работами. В верховьях соединена с Вепшем каналом Вепш-Кшна.
Крупнейший населённый пункт на реке — город Бяла-Подляска. Помимо Бялы и Мендзыжеца река протекает несколько деревень, крупнейшие из которых Киёвец, Деречанка, Хорбув, Мокраны-Старе, Малова-Гура.
Притоки: Помаранка, Клюкувка (левые); Рудка, Зелява, Чапелька (правые). Крупнейший приток — Зелява.
Впадает в Западный Буг, который в этом месте образует границу с Белоруссией у деревни Напле.